# Miguel López
Miguel Pedro López (Ensenada, 9 giugno 1988) è un calciatore argentino, centrocampista dell'Excursionistas.

## Carriera
Cresciuto nelle giovanili del Gimnasia (LP), ha giocato nella terza divisione argentina con il Deportivo Coreano e il Def. de Cambaceres. Dopo aver giocato in prima divisione con il Quilmes, viene ceduto in prestito al LA Galaxy.

## Palmarès

### Club

#### Competizioni nazionali
- Coppa d'Armenia: 1

Banants: 2015-2016